# Barbourula
Barbourula — рід земноводних родини Кумкові ряду Безхвості. Має 2 види. Отримав свою назву на честь американського зоолога Томас Барбура. Інша назва «джунглева жаба».

## Опис
Загальна довжина представників цього роду коливається від 6 до 7,7 см. Спостерігається статевий диморфізм: самиці більші за самців. Голова коротка, морда закруглена. очі з округлою, краплеподібною зіницею, що спрямовані косо уперед. Барабанна перетинка не помітна. Тулуб сплощений. Легені атрофовані або відсутні. Шкіру вкрито численними невеличкими горбиками. Кінцівки пухкі, проте сильні. Пальці з добре розвиненими плавальними перетинками.
Забарвлення переважно однотонне: коричневого кольору з різними відтінками, майже до чорного.

## Спосіб життя
Полюбляють тропічні вологі ліси, річки з швидкою течією, водойми багатими на кисень. Вдень ховаються під камінням. ведуть напівводний спосіб життя. Добре плавають. Живляться різними безхребетними.
Це яйцекладні земноводні. Яйця відкладають під каміння у воді. У них відбувається прямий розвиток, без стадії пуголовок.

## Розповсюдження
Мешкають на Філіппінах та о. Калімантан.

## Види
- Barbourula busuangensis
- Barbourula kalimantanensis